# Instituto Nacional de Tecnología Industrial

INTI Logo

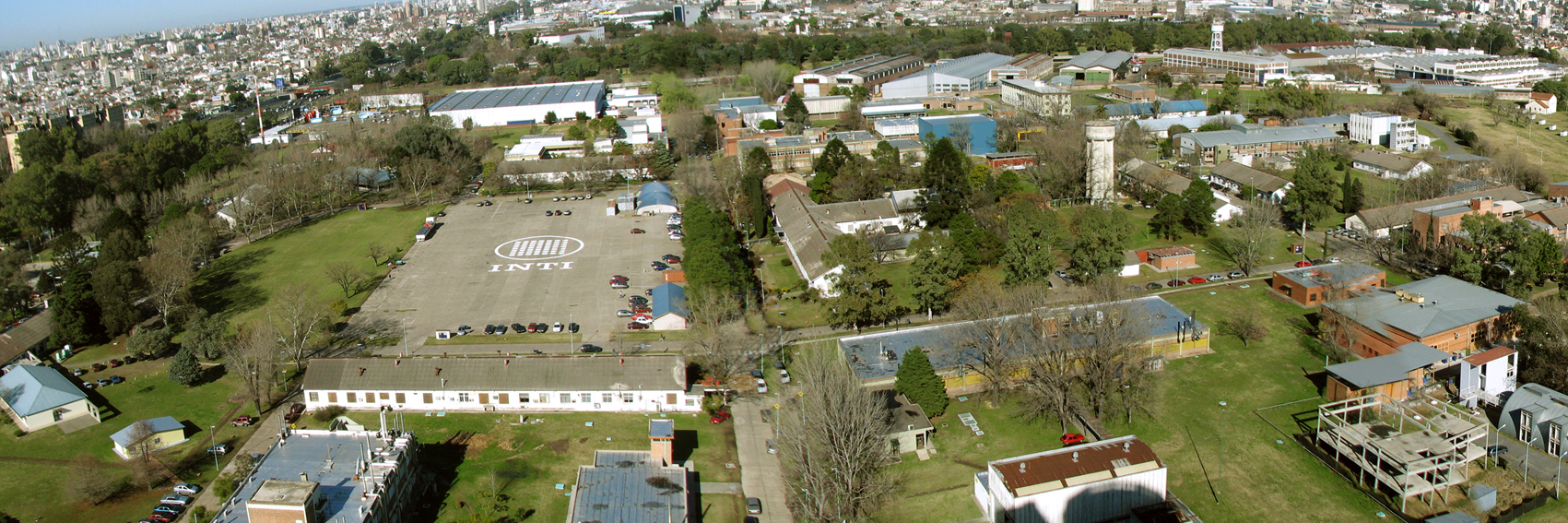
Technologiepark des INTI im Stadtteil General San Martín von Buenos Aires

Das Instituto Nacional de Tecnología Industrial, meist kurz INTI genannt, ist das Argentinische Institut für Industrietechnik, einer Bundesbehörde Argentiniens, das 1957 gegründet wurde.

## Aufbau
Wie auch die vorher gegründete Schwesterbehörde Instituto Nacional de Tecnología Agropecuaria (für Agrartechnik) steht diesem Institut ein Lenkungskreis vor, der gleichberechtigt von Vertretern aus Staat und Wirtschaft besteht. Effektiv übernimmt es dabei Funktionen, die dem Deutschen Institut für Normung entsprechen. Hinzu kommt die Förderung und Finanzierung von Forschung, vergleichbar dem Pakt für Forschung und Innovation. Das Institut unterhält zahlreiche Büros in den Regionen, meist noch spezialisiert nach Branche, um kleine und mittelständische Betriebe direkt zu unterstützen.
Stand 2018 hatte das Institut 2810 Mitarbeiter und verfügte über ein Budget von knapp 2,4 Milliarden Argentinischen Peso (etwa 55 Millionen Euro). Am Standort der Hauptverwaltung in Buenos Aires werden sechs Zentralinstitute unterhalten, die sich in Teilinstitute gliedern, und 52 Entwicklungszentren betreuen.

## Hauptverwaltung
- INTI-Diseño Industrial
- INTI-Micro y Nano electrónica
- INTI-Plásticos
- INTI-Química
- INTI-Procesos Superficial
- INTI-Caucho